# 1re série 1958/59
Die Saison 1958/59 war die 37. Spielzeit der 1re série, der höchsten französischen Eishockeyspielklasse. Meister wurde zum insgesamt 17. Mal in der Vereinsgeschichte der Chamonix Hockey Club. 

## Meisterschaft
- 1. Platz: Chamonix Hockey Club
- 2. Platz: Athletic Club de Boulogne-Billancourt
- 3. Platz: Ours de Villard-de-Lans
- 4. Platz: St. Didier
- 5. Platz: US Métro
- 6. Platz: Diables Rouges de Briançon
- 7. Platz: Gap Hockey Club
- 8. Platz: Paris HC
- 9. Platz: ?
- 10. Platz: Club des Sports de Megève